# Gourbera
Gourbera is een gemeente in het Franse departement Landes (regio Nouvelle-Aquitaine) en telt 251 inwoners (2005). De plaats maakt deel uit van het arrondissement Dax.

## Geografie
De oppervlakte van Gourbera bedraagt 27,0 km², de bevolkingsdichtheid is 9,3 inwoners per km².
De onderstaande kaart toont de ligging van Gourbera met de belangrijkste infrastructuur en aangrenzende gemeenten.

## Demografie
Onderstaande figuur toont het verloop van het inwonertal (bron: INSEE-tellingen).